# Pusy-et-Épenoux
Pusy-et-Épenoux är en kommun i departementet Haute-Saône i regionen Bourgogne-Franche-Comté i östra Frankrike. Kommunen ligger i kantonen Vesoul-Ouest som tillhör arrondissementet Vesoul. År 2022 hade Pusy-et-Épenoux 542 invånare.

## Befolkningsutveckling
Antalet invånare i kommunen Pusy-et-Épenoux
| Referens: INSEE |